# Eugène Prévost (musiker)
Eugène-Prosper Prévost, född den 23 april 1809 i Paris, död den 19 augusti 1872 i New Orleans, var en fransk tonsättare och musiklitteratör. Han var far till kompositörerna Léon Prévost och Théodore Ritter.
Prévost, som var elev vid Pariskonservatoriet, erhöll 1829 det andra och 1831 det första priset för komposition. Han gjorde 1832 som regeringens stipendiat en studieresa till Italien och utnämndes 1835 till musikdirektör vid teatern i Le Havre. Prévost uppträdde i Paristidningen Gazette Musicale som skriftställare samt komponerade några operor.